# 쿠오 바디스 (1951년 영화)
《쿠오 바디스》(라틴어: Quo Vadis)는 폴란드의 노벨상 수상 작가 헨리크 시엔키에비치가 쓴 동명의 소설을 원작으로 네로 황제 시절 고대 로마를 배경으로 1951년 개봉한 미국의 테크니컬러 종교 서사 영화이다.  메트로 골드윈 메이어가 제작하고 새뮤얼 베어먼, 소냐 레비엔, 존 리 마힌이 각본을 쓰고 머빈 르로이가 감독을 맡았다. 시엔키에비츠의 소설을 원작으로 한 네 번째 영화이다.  로버트 테일러, 데보라 커, 레오 겐, 피터 유스티노프가 주연을 맡았으며, 그 외에도 패트리샤 라판, 핀리 커리, 에이브러햄 소퍼, 마리나 베르티, 버디 베어, 펠릭스 에일머가 출연했고 소피아 로렌과 버드 스펜서가 단역으로 출연했다. 음악은 로저 미클로스가 작곡하였고, 촬영은 로버트 서티스와 윌리엄 V. 스칼이 담당했다. 1951년 11월 2일 개봉했다.
서기 64~68년을 배경으로 하는 사건들을 몇 주라는 짧은 기간에 압축해 실제와 허구를 결합했다.  주요 주제는 로마 제국과 기독교의 갈등, 그리고 율리우스-클라우디우스 왕조의 마지막 몇 년 동안의 기독교인 박해이다. 제목은 베드로행전의 외경에서 따왔다.
아카데미 작품상을 포함해 제24회 아카데미상 8개 부문 후보에 올랐으며, 엄청난 흥행 성공을 거두어 당시 MGM을 파산 위기에서 벗어나게 해주었다. 골든 글로브상에서는 피터 유스티노프가 골든 글로브 남우조연상을 수상하였고 로버트 서티스와 윌리엄 V. 스칼는 최우수 촬영상을 수상하였다.

## 줄거리
브리튼과 갈리아에서 벌어진 전쟁을 마치고 돌아온 게미나 제14군단의 군단장(레가투스)인 마르쿠스 비니시우스는 퇴역 장군 아울루스 플라우티우스의 집에 묵게 된다. 이 곳에서 인질로 로마에 잡혀와 플라우티우스의 양녀가 된 리지아에게 반한다. 마르쿠스는 모르지만, 리지아와 플라우티우스 가족은 독실한 기독교인이었으며 바로 그날 밤 사도 바울로를 맞는다. 마르쿠스의 외삼촌인 페트로니우스는 네로에게 리지아를 조카에게 보상으로 주도록 설득한다.  비니키우스에게 넘겨진 리지아는 마음을 뺏기지만, 자신을 소유물처럼 다루는 마르쿠스에게 저항감을 느낀다.
한편 점점 더 미쳐가는 네로가 새로운 도시를 건설하기 위해서 로마를 불태우고 기독교도들에게 책임을 덮어씌우자 마르쿠스는 리지아를 구하가던 중 다른 기독교인들과 함께 붙잡혀 원형 경기장 내 감옥에 갇힌다. 네로가 기독교인들을 원형 경기장에서 처형시키자 네로의 고문인 페트로니우스는 이런 행위는 기독교인들이 순교자로 만들 뿐이라고 경고하지만, 황제의 마음을 바꿀 수는 없었다. 그러다가 네로의 광기에 지쳐, 네로가 자신을 죽일지도 모른다는 의심을 품은 페트로니우스는 황제를 조롱하는 편지를 네로에게 보낸 다음 손목의 동맥을 끊어 자살하고, 페트로니우스를 사랑하던 노예인 유니스도 페트로니우스가 해방시켜주었음에도 불구하고 함께 자살한다. 한편 주님의 표징에 응하여 로마로 돌아온 그리스도의 사도 베드로의 주례로 키르쿠스 감옥에서 마르쿠스와 리지아는 결혼한다. 이후 베드로는 거꾸로 십자가에 못 박혀 처형당한다.
마르쿠스를 탐했던 포파이아 황후는 자신을 거부한 데 대한 복수로서 리지아가 말뚝에 묶인 채 황소에게 뿔에 찔려 죽도록 계획하나 리지아의 경호원인 우르수스가 황소의 목을 부러뜨려 쓰러뜨리면서 실패한다. 그 순간 속박에서 벗어난 마르쿠스가 경기장으로 뛰어들어 리지아에게 다가가자 우르수스의 승리에 큰 감명을 받은 군중은 네로에게 마르쿠스와 리지아를 살려달라고 간청한다. 세네카, 건축가 파온, 시인 루카누스, 음악가 테르프노스 등 네 명의 신하가 군중의 요구를 지지했음에도 불구하고 네로는 이를 거부하고, 이에 군중이 격노하자 마르쿠스의 충성스러운 부대원들이 세 사람을 구하기 위해 경기장으로 달려간다. 마르쿠스는 네로가 로마를 불태웠다고 비난하며, 지금 지금 로마로 진군하고 있는 갈바 장군을 로마의 새로운 황제로 추대한다고 선포한다.
로마 방화의 주범은 기독교인이 아니라 네로임을 알게된 군중들은 폭동을 일으켰고, 황궁으로 도망간 네로는 기독교인을 희생양으로 삼도록 자신을 부추겼다고 포파이아를 목졸라 죽인다. 그때 네로로부터 버림받았음에도 사랑을 버리지 못한 악테가 나타나 네로에게 단검을 궁전을 습격한 폭도들한테 죽기 전에 자살할 것을 권한다. 네로가 하지 못하자 액테는 네로가 단검을 가슴에 꽂는 것을 도와준다.
이제 자유의 몸이 된 마르쿠스, 리지아, 우르수스는 로마를 떠나 시칠리아에 있는 마르쿠스의 영지로 가서 새로운 삶을 시작한다. 길가에는 베드로가 로마로 돌아갈 때 두고 온 지팡이에 꽃이 피어있다. 빛이 나타나고 합창단이 예수가 말한 "나는 길이요 진리요 생명이다" (신약성경 요한복음 14:6)를 노래하면서 영화는 끝난다.

## 출연

### 주연
- 로버트 테일러(마르쿠스/마커스 비니키우스. 전직 호민관. 로마 육군 사령관)
- 데보라 카(리기아 공주)
- 리오 겐(페트로니우스)
- 피터 유스티노프(네로 황제)

### 조연
- 펠릭스 아일머
- 버디 베어
- D.A. 클락-스미스
- 핀레이 커리
- 조프리 던
- 니콜라스 하넨

## 한국어 더빙 성우진

### TBC (1980년 11월 29일)
- 최응찬 - 마커스 (로버트 테일러)
- 장유진 - 리지아 (데보라 카)
- 노민 - 네로 황제 (피터 유스티노프)
- 양지운 - 페트로니우스 (리오 겐)
- 이경자 - 포페아 (패트리시아 라팬)
- 박영남 - 유니스 (마리나 베르티)

### KBS (1992년 12월 24일)
- 이강식 - 마커스 (로버트 테일러)
- 장유진 - 리지아 (데보라 카)
- 김종성 - 페트로니우스 (리오 겐)
- 주호성 - 네로 (피터 유스티노프)
- 이경자 - 포페아 (패트리시아 라팬)
- 임종국 - 베드로 (핀레이 커리)
- 이완호
- 김순환
- 온영삼
- 탁원제
- 박은숙
- 이향숙
- 이봉준
- 전기병
- 홍경화
- 윤기황
- 윤병화
- 홍승섭

### SBS (1996년 12월 25일)
- 양지운 - 마르커스 비니퀴스 (로버트 테일러)
- 송도영 - 리지아 (데보라 카)
- 김규식 - 페트로니우스 (리오 겐)
- 박상일 - 네로 (피터 유스티노프)
- 최흘 - 베드로 (핀레이 커리)
- 김은영
- 김정희
- 최수민
- 탁원제
- 김정호
- 성선녀
- 최상기
- 이종구
- 김창주
- 김옥경
- 홍승섭
- 장호비

## 제작

### 사전 제작
1930년대 후반, MGM은 헨리크 시엔키에비츠의 상속인으로부터 1896년 소설 《쿠오 바디스》의 유성 영화화 권리를 매입한다. (그때 그들은 1924년 무성 영화 버전도 구매해야 했다.)  원래 이탈리아에서 영화를 제작할 계획이었지만, 2차 세계 대전이 발발하면서 연기되었다. 전쟁 후 생산이 재개되었다. 로마에서 8마일 떨어진 곳에 위치한, 148에이커 규모의 부지와 9개의 사운드 스테이지를 갖춘 치네치타 스튜디오에 대한 임대 계약이 체결되었다.
몇 달간의 준비 기간 후 1948년 미술 감독, 의상 디자이너, 무대 장식자가 로마에 도착하자마자 세트장 공사가 시작되었으며, 네로의 키르쿠스와 네로 궁전의 외부, 고대 로마의 일부, 거대한 다리, 플라우티우스 빌라 등이 무대로 사용되었다. 수천 개의 엑스트라를 위한 의상과 커튼과 카펫, 금속과 유리 잔, 전차 10대도 제작되었다. 영화 촬영지인 아피아 가도의 일부를 공식 허가를 받아 보수하기도 했다. 할리우드의 가장 유명한 동물 전문가 중 한 명이 유럽 전역에서 사자, 말, 황소, 그리고 다른 동물들을 조달하기 시작했다. 촬영이 시작되기 훨씬 전에 프로듀서, 감독, 수석 촬영감독, 캐스팅 디렉터가 로마에 도착했다. 1950년 5월 22일 월요일에 제작에 들어갔다.

### 촬영
당시 가장 많은 제작비(700만 달러)가 들어간 영화였으며, 《바람과 함께 사라지다》 (1939) 이후 MGM에서 가장 큰 흥행 수익을 올린 작품이다. 1937년 베니토 무솔리니의 로마를 최고의 세계 수도로 만들겠다는 계획의 일환으로 건설된 영화 촬영소인 치네치타에서 촬영했으며, 전후 이탈리아에서 촬영한 덕분에 미국에 비해 엄청난 시설과 노동력을 저렴하게 사용할 수 있었다. 영화가 촬영된 치네치타는 '티베르 강의 할리우드' 라고 불리게 되었으며 헬렌 오브 트로이 (1956), 벤허 (1959), 클레오파트라 (1963) 등 대규모 영화들이 촬영되었다.
치네치타 외에도 이탈리아 내 열 군데에서 촬영되었다. 아피아 가도를 제외한 나머지 촬영 장소는 구체적으로 알려지지 않았으나, 전차 추격전의 마지막 장면은 리보르노도 지역의 랜드마크인 비알레 데이 치프레시 (Viale dei Cipressi)에서 촬영되었다.
영화 제작 중이던 1950년 여름에는 로마는 폭염이었는데, 더위 때문에 사자들이 경기장에 들어가기를 꺼려하기도 했다.
이탈리아에서 촬용 중 장비 부족으로 인해 MGM은 컬버시티에서 발전기, 조명 및 기타 전기 장비 등 약 200톤을 수입해야 했다고 했다. 또한 . 32,000개 의상이 사용되어 사용된 의상의 수가 가장 많은 영화로 기록되어 있다.

## 반응

### 흥행
미국 박스오피스에서 6주 연속 1위를 차지했고, 통산 11주 동안 1위를 차지하는 등 상업적으로 큰 성공을 거두었다. MGM의 기록에 따르면 처음 극장 개봉했을 때 미국과 캐나다에서 11,143,000달러, 기타 지역에서는 9,894,000달러의 수익을 올려 1951년 최고 수익 영화이며, 스튜디오는 5,440,000달러의 수익을 냈다.

### 평가
《뉴욕 타임스》의 보슬리 크라우더는 혼합된 평가를 내리며 "이 영화는 영화적 탁월함과 순전한 진부함, 시각적 흥미와 언어적 지루함, 역사적 허세와 성적인 요소가 뒤섞인 놀라운 조합이다"라며 "세실 B. 드밀의 《사인 오브 더 크로스》조차도 머빈 르로이 감독이 보여준 인간 잔혹성과 파괴의 무시무시하고 병적인 장면에 필적하지 못한다"고 평했지만, " 뛰어난 영상 사이에 진부한 로맨스가 지루하게 얽혀 있어 이를 참아내는 것이 쉽지 않다"고 평했다.《버라이어티》는 "흥행 성과 면에서 국가의 탄생과 바람과 함께 사라지다와 견줄 만하다"고 말하며, "크기, 스케일, 화려함, 역동성을 모두 갖추었으며, 오랜만에 '초대형'이라는 이제는 진부한 용어에 신빙성을 부여한 작품"이라며 찬사를 보냈다.《로스앤젤레스 타임스》의 에드윈 샬러트는 "지금까지 만들어 졌던 영화 중 가장 거대하고 위대한 영화"라고 선언하며, "화려함에 있어 이 작품을 따라올 제작은 없다"고 극찬했다. 워싱턴 포스트의 리처드 L. 코는 이를 "엄청나게 재미있는 영화"라고 부르며, "이 유명한 소설을 바탕으로 한 대규모, 고비용의 영화가 상영 시간이 3시간이 넘지만 그 시간이 그렇게 길다고 느끼지 못할 것이다"라고 말했다. 해리슨스 리포트는 "화려함, 세트의 웅장함, 캐스트 규모, 테크니컬러 촬영의 아름다움 면에서 쿼 바디스와 맞먹는 영화는 없다. 이 영화는 모든 면에서 초대형 스펙터클이며, 그 점만으로도 많은 돈을 내고 볼 가치가 있다"고 평가했다. 반면, 먼슬리 필름 불레틴은 부정적인 평가를 내리며, "이 영화는 규모와 스펙터클이 취향, 감성, 그리고 창의적 재능과 분리되었을 때 얼마나 지루할 수 있는지를 보여준다. 영화는 상상력이 부족한 연출에 매우 느린 속도로 진행되며, 기술적 완성도 역시 인상적이지 않다"고 비판했다.

## 같이 보기
- 서사 영화